# Patkull

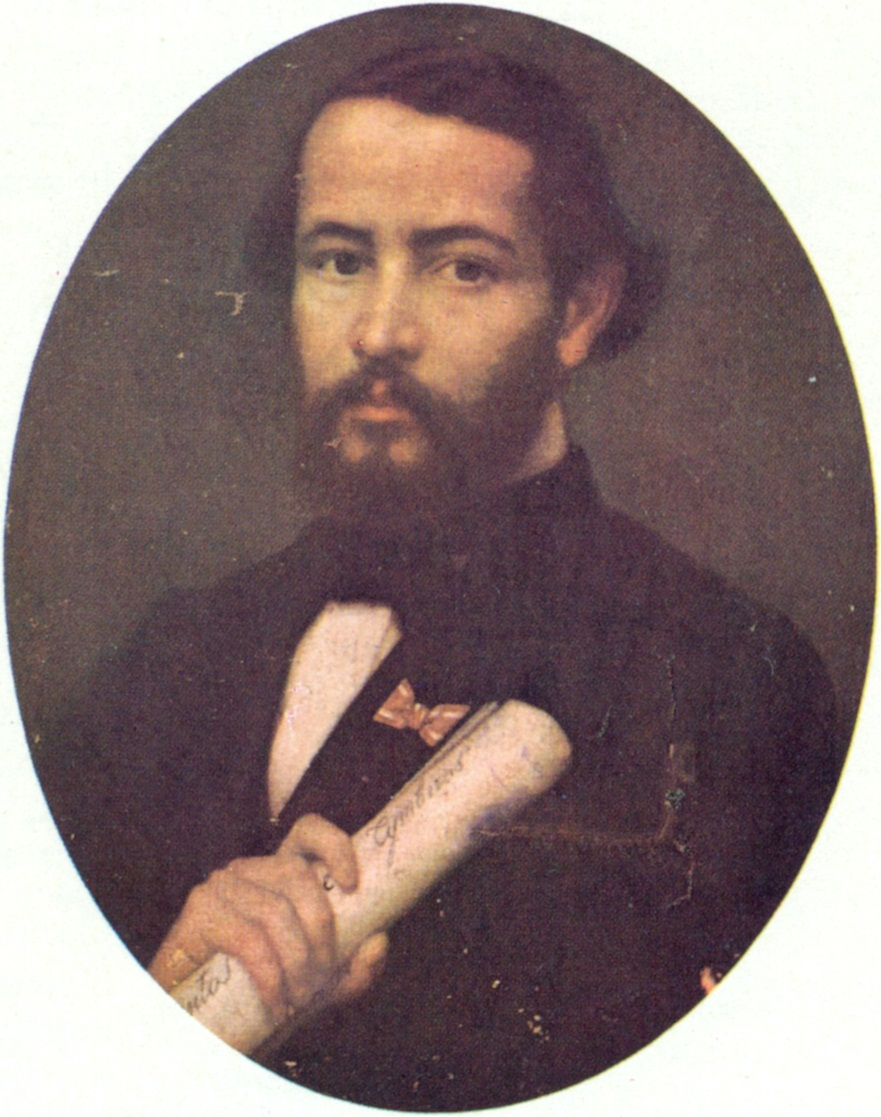
Retrato de Gonçalves Dias.

Patkull é uma peça teatral escrita por Gonçalves Dias em 1843.
Primeira obra para teatro de Gonçalves Dias, baseia-se na história real do político livônio Johann Reinhold Patkul (1660-1707). A ação é ambientada em 1707, no ducado de Mecklemburgo, em Dresden e em Casimir, junto a Posen, na Polônia.

## Personagens
- Patkull, gentil homem da Livônia
- Paikel, alquimista
- Namry Romhor, noiva de Patkull
- Bertha, namorada de Paikel
- Wolf, pajem
- Um criado
- Um mensageiro
- Uma criada
- Fleming
- O rei Augusto

## Trama
Patkull é um gentil-homem livônio que parte para a guerra e deixa sua noiva, Namry, em companhia de seu amigo, Paikel. Aproveitando a ausência do heroi, Paikel tenta reconquistar o amor de Namry, que já fora sua namorada.
Namry se mantém fiel; porém, o falso amigo Paikel faz Patkull acreditar que ela o traiu. A trama desencadeia uma série de acontecimentos com um fim trágico.
Segundo o crítico Décio de Almeida Prado, Gonçalves Dias baseou-se na História de Carlos XII de Voltaire para o contexto histórico da sua peça.